# Djupkun
Djupkun (rusky Дюпкун) je jezero na jihozápadním okraji planiny Putorana v Krasnojarském kraji v Rusku. Leží na hranici Tajmyrského a Evenckého rajónu. Má rozlohu 199 km². Je dlouhé asi 90 km a hluboké.

## Vodní režim
Leží na dně doliny. Přes Djupkun protéká řeka Kurejka (přítok Jeniseje). Zdroj vody je sněhový a dešťový.